# Чижов, Пётр Павлович
Пётр Павлович Чижов — советский хозяйственный, государственный и политический деятель.

## Биография
Родился в 1925 году в селе Луго-Водяное. Член КПСС.
Окончил Волгоградский институт инженеров народного хозяйства.
Участник Великой Отечественной войны:
До 1954 — работник предприятий в городе Волгограде.
В 1954—1956 — мастер, прораб, старший прораб управления арматурно-сварочных работ Волгоградгидростроя
В 1956—1968 — секретарь партийного бюро управления, заместитель секретаря, секретарь парткома Волгоградгидростроя
В 1968—1973 — первый секретарь Волжского горкома КПСС
В 1973—1985 — начальник ГУ по ирригации и строительству совхозов в Поволжье, Первый заместитель начальника управления Нижневолжского территориального управления Госснаба СССР.
Делегат XXIV съезда КПСС.
Умер в 2013 году в Волжском.

## Награды
- Орден Октябрьской Революции
- Орден Отечественной войны I степени
- Орден Трудового Красного Знамени (дважды)